# Марьяновка (Бондуровский сельский совет)

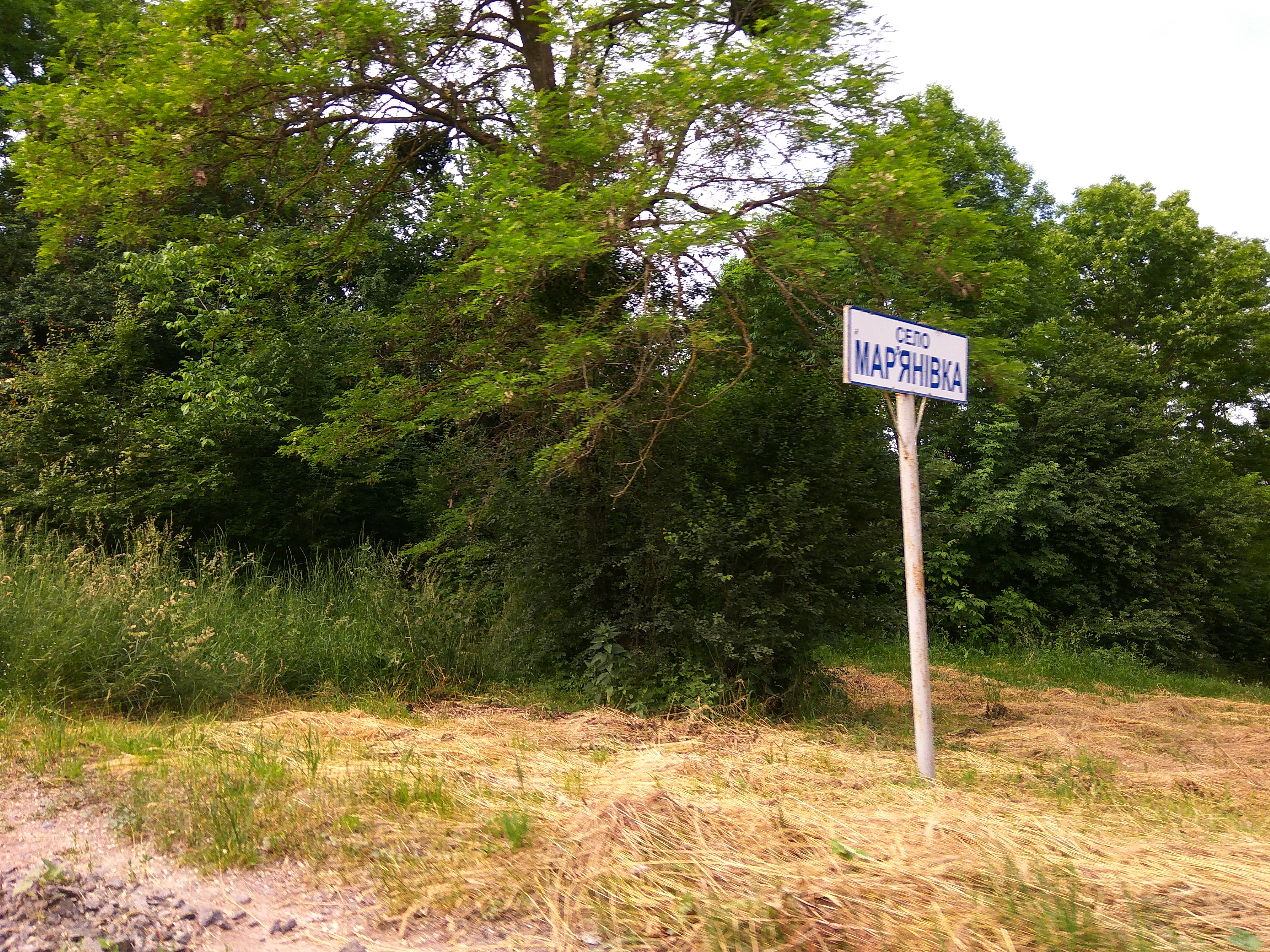
с. Марьяновка. Въездной знак.

Марья́новка (укр. Мар'янівка) — село на Украине, находится в Немировском районе Винницкой области.
Код КОАТУУ — 0523087003. Население по переписи 2001 года составляет 266 человек. Почтовый индекс — 22832. Телефонный код — 4331.
Занимает площадь 1,18 км².

## Адрес местного совета
22832, Винницкая область, Немировский р-н, с. Бондуровка